# Waldglashütte an der Holzminde

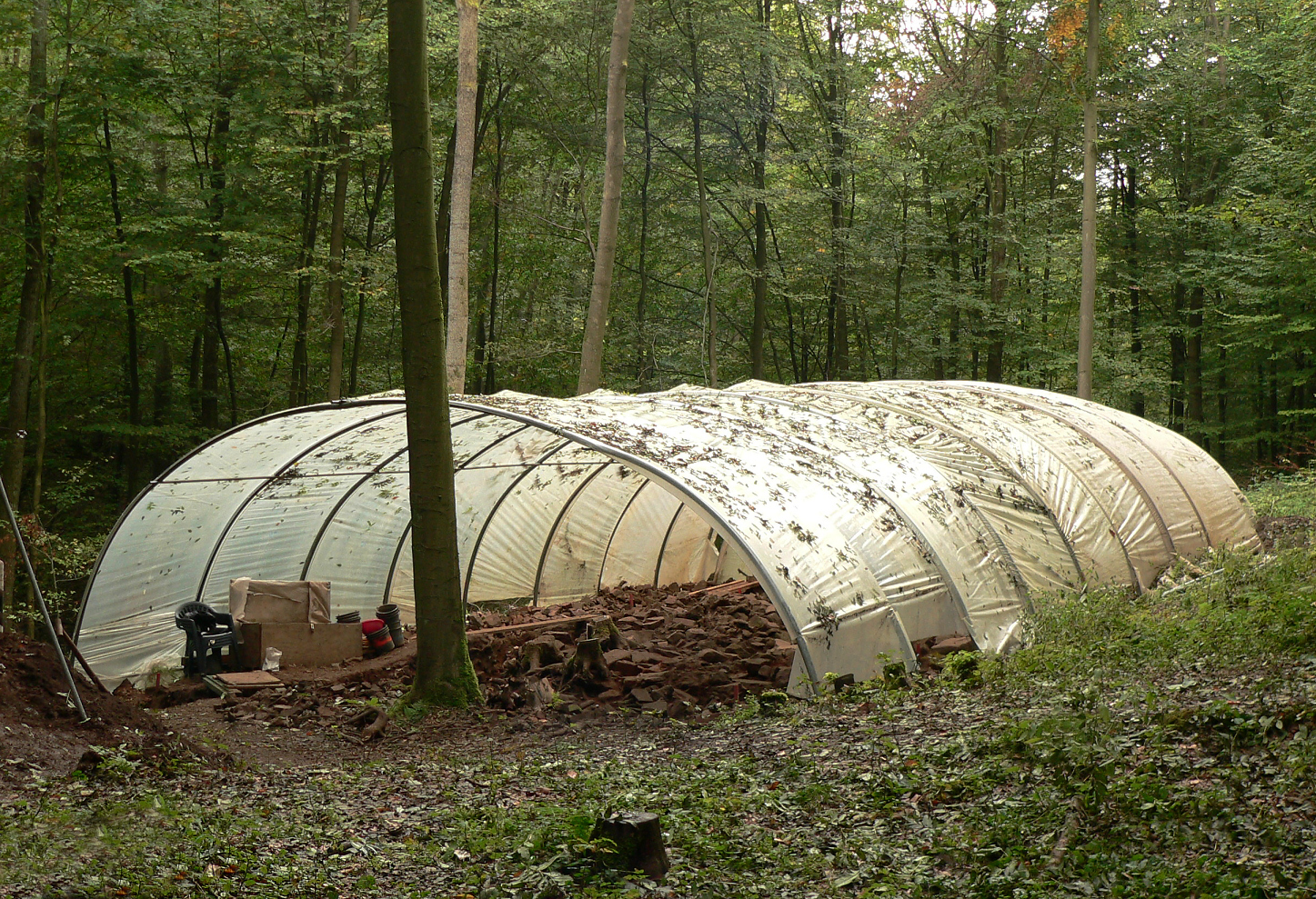
Ausgrabungsstelle der Waldglashütte an der Holzminde (2017)

Die Waldglashütte an der Holzminde  war eine mittelalterliche Waldglashütte bei Fohlenplacken im Solling, die in das 12. Jahrhundert datiert wird. Sie gilt als zweitälteste ihrer Art in Europa nach der Waldglashütte im Kreickgrund und produzierte
vermutlich Glas für das Kloster Corvey.

## Beschreibung
Die Waldglashütte, von der sich oberirdisch keine Baulichkeiten erhalten haben, befand sich etwa zwei Kilometer nördlich von Fohlenplacken am Bachlauf der Holzminde. Die Fundstelle liegt nahe der Kreisstraße 50 nach Holzminden westlich vom Giersberg in einem Wald, der im Besitz der Niedersächsischen Landesforsten steht. Die Reste der Waldglashütte wurden von einem Heimatforscher bei der Suche nach Standorten früherer Glashütten im Solling entdeckt.
Eine archäologische Untersuchung der Waldglashütte erfolgte im Jahr 2017 unter Leitung des Archäologen Hans-Georg Stephan von der Martin-Luther-Universität Halle-Wittenberg. Es handelte sich um ein Forschungsprojekt der Deutschen Bundesstiftung Umwelt. Bei der Ausgrabung wurden die Fundamente von drei gewölbten Glasöfen aus Lehm freigelegt, die an den Außenseiten mehrere Öffnungen aufwiesen. Untersuchungen zufolge wurden die Öfen etwa in der Zeit zwischen den Jahren 1100 und 1150 betrieben. Unter den geborgenen Fundstücken befinden sich Glasringe als Schmuckstücke; Glastropfen und Scherben von Glasgefäßen, unter anderem in den Farben Blau und Grün. Ein besonderer Fund war blaues Glas mit weißen Farbauflagen, das nach dem bisherigen Kenntnisstand zur damaligen Zeit nur im Orient hergestellt wurde.

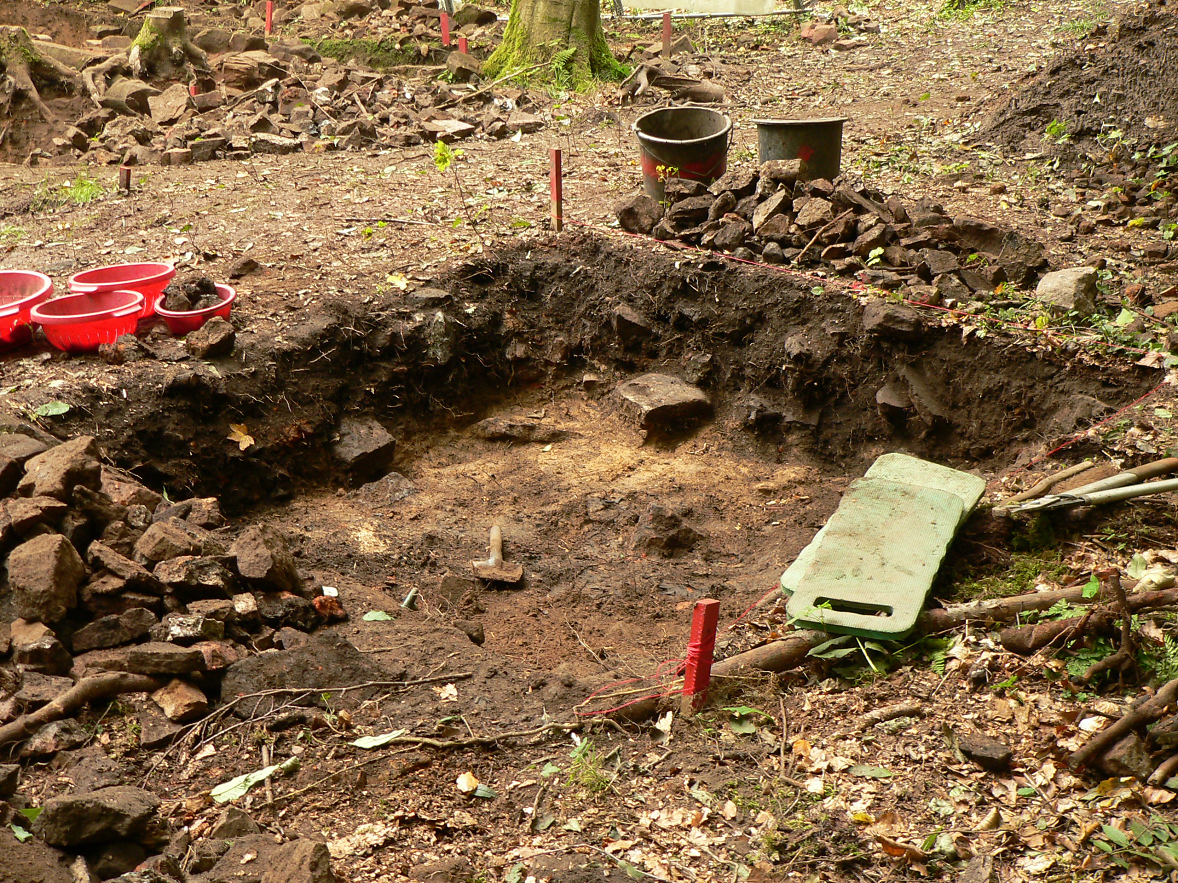
Grabungsqudrant nahe der Glasöfen mit Abraum der Glashütte im Boden

Laut Stephan produzierte die Waldglashütte neben Fensterglas auch wertvolle Trinkgefäße aus Bleiglas, worauf die Funde von Bleiplatten deuten. Seiner Einschätzung nach wurde das hier hergestellte Fensterglas am Ursprungsbau des Klosters Corvey verwendet.